# Saint-Didier-sous-Riverie
Saint-Didier-sous-Riverie ist eine Commune déléguée in der französischen Gemeinde Chabanière mit 1.281 Einwohnern (Stand: 1. Januar 2022) im Département Rhône in der Region Auvergne-Rhône-Alpes.
Mit Wirkung vom 1. Januar 2017 wurden die ehemaligen Gemeinden Saint-Didier-sous-Riverie, Saint-Maurice-sur-Dargoire und Saint-Sorlin zur Commune nouvelle Chabanière zusammengelegt. Sie hat seither den Status einer Commune déléguée. Die Gemeinde Saint-Didier-sous-Riverie war Teil des Arrondissements Lyon und des Kantons Mornant.

## Geografie
Nachbarorte von Saint-Didier-sous-Riverie sind Saint-André-la-Côte und Saint-Sorlin im Norden, Mornant im Nordosten, Saint-Maurice-sur-Dargoire, Saint-Joseph im Südosten, Saint-Martin-la-Plaine im Süden, Saint-Romain-en-Jarez im Südwesten, Riverie im Westen und Sainte-Catherine im Nordwesten.

## Bevölkerungsentwicklung
| Jahr      | 1962 | 1968 | 1975 | 1982 | 1990 | 1999 | 2013 |
| Einwohner | 710  | 731  | 697  | 781  | 1018 | 1148 | 1191 |

## Sehenswürdigkeiten
- Aquädukt von Gier